# Great Pond
Great Pond – miasto w Stanach Zjednoczonych, w stanie Maine, w hrabstwie Hancock.